# (13651) 1997 BR
(13651) 1997 BR est un astéroïde Apollon et aréocroiseur, classé comme potentiellement dangereux. Il fut découvert le 20 janvier 1997 par le Beijing Schmidt CCD Asteroid Program à la station de Xinglong.